# Новобалтачевська сільська рада
Новобалта́чевська сільська рада (рос. Новобалтачевский сельский совет) — муніципальне утворення у складі Чекмагушівського району Башкортостану, Росія. Адміністративний центр — село Новобалтачево.
Станом на 2002 рік існували Новобалтачевська сільська рада (село Новобалтачево, присілки Васильєвка, Леніно, Ніколаєвка, Тукаєво) та Новокар'явдинська сільська рада (села Верхні Кар'явди, Нові Кар'явди, Старосурметово, Яна-Бірде, присілки Нижні Кар'явди, Новосурметово, Чишма-Каран, Чиялікулево). Пізніше села Старосурметово, Яна-Бірде, присілок Новосурметово увійшли до складу Резяповської сільської ради.

## Населення
Населення — 1312 осіб (2019, 1595 у 2010, 1683 у 2002).

## Склад
До складу поселення входять такі населені пункти:
| Населений пункт       | Населення, осіб (2002) | Населення, осіб (2010) |
| --------------------- | ---------------------- | ---------------------- |
| Васильєвка, присілок  | 5                      | 0                      |
| Верхні Кар'явди, село | 58                     | 34                     |
| Леніно, присілок      | 153                    | 130                    |
| Нижні Кар'явди, село  | 156                    | 141                    |
| Ніколаєвка, присілок  | 78                     | 59                     |
| Нові Кар'явди, село   | 297                    | 276                    |
| Новобалтачево, село   | 749                    | 820                    |
| Тукаєво, присілок     | 105                    | 80                     |
| Чишма-Каран, присілок | 40                     | 28                     |
| Чиялікулево, присілок | 42                     | 27                     |